# بیریمک
بیریمک (به لاتین: Birimak) یک منطقهٔ مسکونی در افغانستان است که در ولایت بامیان واقع شده‌است.